# Santalolike
Santalolike (lat. Santalales), veliki biljni red koji je dobio ime po rodu korisnog, mirisnog vazdazeleniog drveća, santal (Santalum) iz Indije i Australije. Neke vrste (Santalum album) uvezene su u mnoge države gdje joj pogoduje klima kao što su Tajland, Nepal, Kina, Madagaskar i mnogi otoci.
Jedini je u nadredu Santalanae. Redu pripada sedam porodica s više od 2 300 vrsta. od kojih je 30 vrsta ugroženo.

## Opći opis
Santalales, red su cvjetnica koji se sastoji od 7 ili 14 porodica, 151 roda i oko 1990 vrsta. Sve su porodice u Santalalesu do neke mjere parazitske, vezane ili za korijene ili za grane svojih domaćina. One uključuju Santalaceae, Loranthaceae, Balanophoraceae, Olacaceae, Opiliaceae, Schoepfiaceae i Misodendraceae. Santalales se nalazi među superasteridima u botaničkom klasifikacijskom sustavu grupe IV filogenije kritosjemenjača.

## Karakteristike
Višegodišnje zeljasto bilje, grmlje i drveće koje čini red varira u veličini od 18 metara (60 stopa) do Arceuthobium minutissimum (patuljaste imele), jedne od najmanjih vaskularnih biljaka, čije se cvjetne stabljike ne protežu više od oko 3 mm (0,1 inča) od biljke domaćina.
Mnogi članovi Santalales bili su važni zbog svoje upotrebe u vjerskim ritualima i narodnim običajima još od antike. Viscum album (imela), poznata stoljećima prije rođenja Krista, koriste kršćani diljem Europe i Sjeverne Amerike tijekom božićne sezone. Sandalovina se koristila u vjerskim ritualima u Egiptu već 1700. godine prije Krista, a vjerojatno i ranije u Aziji, gdje je danas cijene Hindusi, Budisti, Parsi i muslimani jugoistočne Azije. Također se koristi za rezbarenje drva i kao izvor ulja.
Imele—kao što su rodovi Dendropthoe iz Indije i Struthanthus iz tropske Amerike—značajne su jer uzrokuju ozbiljnu štetu tako ekonomski važnim biljkama kao što su kakao, kaučuk, citrusi i druge voćke. Pripadnici vrste Arceuthobium napadaju četinjače zapadne Sjeverne Amerike, uzrokujući bolest vještičju metlu, dok pripadnici vrste Phoradendron napadaju orahe, hrastove i neke četinjače Sjedinjenih Država.
Svi poznati članovi Santalales su paraziti. Najočitiji dokaz parazitizma kod ovih biljaka je pojava haustorija, specijaliziranog organa koji prodire u živo tkivo svog domaćina i apsorbira vodu i hranjive tvari, prenoseći ih do parazita djelomičnim spajanjem ksilema (tkiva koja provode vodu) domaćina i parazita. Kod većine pripadnika Santalaceae, haustorij se fragmentira i grana kroz mekša tkiva domaćina. Kod nekih vrsta Arceuthobiuma razvija se končasti sustav koji može dosegnuti točku rasta domaćina.
Gotovo svi članovi vrste Santalales imaju jednostavne listove bez stipula (mali lisnati dodaci na dnu lista). Nekoliko vrsta ima površinske dlake na lišću ili stabljici. Cvjetovi mnogih pripadnika reda imaju latice ili čašice ili ni jedno ni drugo, iako neki imaju oboje. Prašnici (muški organi) obično su jednaki broju latica i nalaze se nasuprot režnjeva latica. Kod većine pripadnika reda jajnici (ženski organi) su inferiorni u položaju. Malo je ovula koji proizvode sjeme.

## Porodice
1. Familia Erythropalaceae Planch. ex Miq. (39 spp.)
  1. Erythropalum Blume (1 sp.)
  2. Maburea Maas (1 sp.)
  3. Heisteria Jacq. (35 spp.)
  4. Brachynema Benth. (2 spp.)
2. Familia Strombosiaceae Tiegh. (20 spp.)
  1. Scorodocarpus Becc. (1 sp.)
  2. Strombosia Blume (11 spp.)
  3. Diogoa Exell ex Mendonça (2 spp.)
  4. Engomegoma F.J.Breteler (1 sp.)
  5. Tetrastylidium Engl. (2 spp.)
  6. Strombosiopsis Engl. (3 spp.)
3. Familia Octoknemaceae Tiegh. (14 spp.)
  1. Octoknema Pierre (14 spp.)
4. Familia Coulaceae Tiegh. (3 spp.)
  1. Minquartia Aubl. (1 sp.)
  2. Coula Baill. (1 sp.)
  3. Ochanostachys Mast. (1 sp.)
5. Familia Ximeniaceae Horan. (13 spp.)
  1. Malania Chun & S. K. Lee (1 sp.)
  2. Curupira G. A. Black (1 sp.)
  3. Ximenia L. (10 spp.)
  4. Douradoa Sleumer (1 sp.)
6. Familia Aptandraceae Miers (34 spp.)
  1. Cathedra Miers (6 spp.)
  2. Anacolosa (Blume) Blume (15 spp.)
  3. Phanerodiscus Cavaco (3 spp.)
  4. Chaunochiton Benth. (3 spp.)
  5. Hondurodendron C.Ulloa, Nickrent, Whitef. & D.L.Kelly (1 sp.)
  6. Harmandia Pierre ex Baill. (1 sp.)
  7. Ongokea Pierre (1 sp.)
  8. Aptandra Miers (4 spp.)
7. Familia Olacaceae Juss. ex R.Br. (55 spp.)
  1. Ptychopetalum Benth. (4 spp.)
  2. Olax L. (37 spp.)
  3. Dulacia Vell. (13 spp.)
  4. Petalocaryum Pierre ex A. Chev. (1 sp.)
8. Familia Balanophoraceae Rich. (56 spp.)
  1. Subfamilia Balanophoroideae Engl.
    1. Tribus Balanophoreae Engl.
      1. Balanophora J. R. Forst. & G. Forst. (25 spp.)

    2. Tribus Langsdorffieae Schott & Endl.
      1. Langsdorffia Mart. (4 spp.)
      2. Thonningia Vahl (1 sp.)

    3. Subfamilia Sarcophytoideae Engl.
      1. Sarcophyte Sparrm. (2 spp.)
      2. Chlamydophytum Mildbr. (1 sp.)

    4. Subfamilia Lophophytoideae Engl.
      1. Lophophytum Schott & Endl. (5 spp.)
      2. Ombrophytum Poepp. (7 spp.)
      3. Lathrophytum Eichler (1 sp.)

    5. Subfamilia Helosoideae Tiegh.
      1. Helosis Rich. (3 spp.)
      2. Corynaea Hook. fil. (1 sp.)
      3. Rhopalocnemis Jungh. (1 sp.)
      4. Ditepalanthus Fagerl. (1 sp.)

    6. Subfamilia Scybalioideae Engl.
      1. Scybalium Schott & Endl. (4 spp.)
9. Familia Misodendraceae J. Agardh (8 spp.)
  1. Misodendrum Banks & Sol. ex G. Forst. (8 spp.)
10. Familia Schoepfiaceae Blume (52 spp.)
  1. Schoepfia Schreb. (27 spp.)
  2. Quinchamalium Molina (20 spp.)
  3. Arjona Comm. ex Cav. (5 spp.)
11. Familia Mystropetalaceae Hook. fil. (3 spp.)
  1. Mystropetalon Harv. (1 sp.)
  2. Dactylanthus Hook. fil. (1 sp.)
  3. Hachettea Baill. (1 sp.)
12. Familia Loranthaceae Juss. (1077 spp.)
  1. Subfamilia Nuytsioideae Tiegh.
    1. Nuytsia R. Br. (1 sp.)

  2. Subfamilia Loranthoideae Eaton
    1. Tribus Gaiadendreae Tiegh.
      1. Atkinsonia F. Muell. (1 sp.)
      2. Gaiadendron G. Don (3 spp.)

    2. Tribus Elytrantheae Danser
      1. Peraxilla Tiegh. (2 spp.)
      2. Alepis Tiegh. (1 sp.)
      3. Lepeostegeres Blume (10 spp.)
      4. Lysiana Tiegh. (8 spp.)
      5. Loxanthera (Blume) Blume (1 sp.)
      6. Elytranthe (Blume) Blume (8 spp.)
      7. Trilepidea Tiegh. (1 sp.)
      8. Amylotheca Tiegh. (5 spp.)
      9. Cyne Danser (7 spp.)
      10. Decaisnina Tiegh. (28 spp.)
      11. Macrosolen Blume (37 spp.)
      12. Septemeranthus L.J.Singh (1 sp.)
      13. Lepidaria Tiegh. (9 spp.)
      14. Lampas Danser (1 sp.)
      15. Thaumasianthes Danser (1 sp.)

    3. Tribus Psittacantheae Horan.
      1. Subtribus Tupeinae Nickrent & Vidal-Russ.
        1. Tupeia Cham. & Schltdl. (1 sp.)

      2. Subtribus Notantherinae Nickrent & Vidal-Russ.
        1. Notanthera (DC.) G. Don (1 sp.)
        2. Desmaria Tiegh. (1 sp.)

      3. Subtribus Ligarinae Nickrent & Vidal-Russ.
        1. Ligaria Tiegh. (2 spp.)
        2. Tristerix Mart. (13 spp.)

      4. Subtribus Psittacanthinae Engl.
        1. Tripodanthus (Eichler) Tiegh. (3 spp.)
        2. Psittacanthus Mart. (133 spp.)
        3. Aetanthus (Eichler) Engl. (18 spp.)
        4. Passovia Karst. ex Klotzsch (25 spp.)
        5. Oryctanthus (Griseb.) Eichler (17 spp.)
        6. Maracanthus Kuijt (3 spp.)
        7. Dendropemon (Blume) Rchb. (33 spp.)
        8. Cladocolea Tiegh. (28 spp.)
        9. Struthanthus Mart. (102 spp.)
        10. Pusillanthus Kuijt (2 spp.)
        11. Panamanthus Kuijt (1 sp.)
        12. Peristethium Tiegh. (17 spp.)
        13. Phthirusa Mart. (24 spp.)
        14. Oryctina Tiegh. (7 spp.)

    4. Tribus Lorantheae Rchb.
      1. Subtribus Ileostylinae Nickrent & Vidal-Russ.
        1. Ileostylus Tiegh. (1 sp.)
        2. Muellerina Tiegh. (5 spp.)

      2. Subtribus Loranthinae Engl.
        1. Cecarria Barlow (1 sp.)
        2. Loranthus L. (2 spp.)
        3. Hyphear Danser (4 spp.)

      3. Subtribus Amyeminae Nickrent & Vidal-Russ.
        1. Baratranthus (Korth.) Miq. (4 spp.)
        2. Sogerianthe Danser (5 spp.)
        3. Benthamina Tiegh. (1 sp.)
        4. Amyema Tiegh. (95 spp.)
        5. Dactyliophora Tiegh. (2 spp.)
        6. Diplatia Tiegh. (3 spp.)
        7. Distrianthes Danser (2 spp.)
        8. Helicanthes Danser (1 sp.)
        9. Papuanthes Danser (1 sp.)

      4. Subtribus Scurrulinae Nickrent & Vidal-Russ.
        1. Scurrula L. (27 spp.)
        2. Taxillus Tiegh. (35 spp.)

      5. Subtribus Dendrophthoinae Nickrent & Vidal-Russ.
        1. Helixanthera Lour. (40 spp.)
        2. Dendrophthoe Mart. (33 spp.)
        3. Tolypanthus (Blume) Blume (7 spp.)
        4. Trithecanthera Tiegh. (5 spp.)

      6. Subtribus neopoisan
        1. Vanwykia Wiens (2 spp.)
        2. Socratina Balle (3 spp.)
        3. Plicosepalus Tiegh. (13 spp.)
        4. Bakerella Tiegh. (16 spp.)

      7. Subtribus Emelianthinae Nickrent & Vidal-Russ.
        1. Phragmanthera Tiegh. (35 spp.)
        2. Moquiniella Balle (1 sp.)
        3. Oliverella Tiegh. (3 spp.)
        4. Erianthemum Tiegh. (16 spp.)
        5. Globimetula Tiegh. (13 spp.)
        6. Emelianthe Danser (1 sp.)
        7. Pedistylis Wiens (1 sp.)
        8. Spragueanella Balle (2 spp.)

      8. Subtribus Tapinanthinae Nickrent & Vidal-Russ.
        1. Oedina Tiegh. (4 spp.)
        2. Berhautia Balle (1 sp.)
        3. Tapinanthus Blume (30 spp.)
        4. Englerina Tiegh. (26 spp.)
        5. Actinanthella Balle (2 spp.)
        6. Agelanthus Tiegh. (56 spp.)
        7. Oncocalyx Tiegh. (11 spp.)
        8. Oncella Tiegh. (4 spp.)
        9. Loranthella S.Blanco & C.E.Wetzel (5 spp.)
        10. Septulina Tiegh. (2 spp.)
13. Familia Opiliaceae Valeton (39 spp.)
  1. Tribus Agonandreae Engl.
    1. Agonandra Miers ex Benth. (10 spp.)
    2. Gjellerupia Lauterb. (1 sp.)

  2. Tribus Anthoboleae Bartl. ex Spach
    1. Anthobolus R. Br. (4 spp.)
    2. Champereia Griff. (1 sp.)
    3. Melientha Pierre (1 sp.)
    4. Yunnanopilia C.Y.Wu & D.Z.Li (1 sp.)

  3. Tribus Opilieae Benth.
    1. Lepionurus Blume (1 sp.)
    2. Urobotrya Stapf (8 spp.)
    3. Cansjera Juss. (3 spp.)
    4. Pentarhopalopilia (Engl.) Hiepko (4 spp.)
    5. Opilia Roxb. (2 spp.)
    6. Rhopalopilia Pierre (3 spp.)
14. Familia Comandraceae Nickrent & Der (2 spp.)
  1. Geocaulon Fernald (1 sp.)
  2. Comandra Nutt. (1 sp.)
15. Familia Thesiaceae Vest (358 spp.)
  1. Buckleya Torr. (4 spp.)
  2. Osyridicarpos A. DC. (1 sp.)
  3. Thesium L. (345 spp.)
  4. Chrysothesium (Jaub. & Spach) Hendrych (4 spp.)
  5. Lacomucinaea Nickrent & M. A. García (1 sp.)
  6. Austroamericium Hendrych (3 spp.)
16. Familia Cervantesiaceae Nickrent & Der (19 spp.)
  1. Cervantesia Ruiz & Pav. (2 spp.)
  2. Jodina Hook. & Arn. (1 sp.)
  3. Acanthosyris (Eichl.) Griseb. (6 spp.)
  4. Pyrularia Michx. (2 spp.)
  5. Pilgerina Z. S. Rogers, Nickrent & Malécot (1 sp.)
  6. Staufferia Z. S. Rogers, Nickrent & Malécot (1 sp.)
  7. Okoubaka Pellegr. & Normand (2 spp.)
  8. Scleropyrum Arn. (4 spp.)
17. Familia Santalaceae R. Br. (66 spp.)
  1. Exocarpos Labill. (25 spp.)
  2. Omphacomeria (Engl.) A. DC. (1 sp.)
  3. Myoschilos Ruiz & Pav. (1 sp.)
  4. Antidaphne Poepp. & Endl. (9 spp.)
  5. Lepidoceras Hook. fil. (2 spp.)
  6. Eubrachion Hook. fil. (2 spp.)
  7. Santalum L. (17 spp.)
  8. Elaphanthera N. Hallé (1 sp.)
  9. Osyris L. (6 spp.)
  10. Nestronia Raf. (1 sp.)
  11. Rhoiacarpos A. DC. (1 sp.)
18. Familia Nanodeaceae Nickrent & Der (2 spp.)
  1. Mida A. Cunn. ex A. Cunn. (1 sp.)
  2. Nanodea Banks ex C. F. Gaertn. (1 sp.)
19. Familia Amphorogynaceae (Stauffer ex Stearn) Nickrent & Der (87 spp.)
  1. Daenikera Hürl. & Stauffer (1 sp.)
  2. Amphorogyne Stauffer & Hürl. (3 spp.)
  3. Choretrum R. Br. (6 spp.)
  4. Spirogardnera Stauffer (1 sp.)
  5. Leptomeria R. Br. (20 spp.)
  6. Phacellaria Benth. (6 spp.)
  7. Dufrenoya Chatin (11 spp.)
  8. Dendrotrophe Miq. (9 spp.)
  9. Cladomyza Danser (19 spp.)
  10. Dendromyza Danser (11 spp.)
20. Familia Viscaceae Batsch (577 spp.)
  1. Korthalsella Tiegh. (30 spp.)
  2. Arceuthobium M. Bieb. (29 spp.)
  3. Viscum L. (111 spp.)
  4. Notothixos Oliv. (8 spp.)
  5. Ginalloa Korth. (9 spp.)
  6. Phoradendron Nutt. (263 spp.)
  7. Dendrophthora Eichler (127 spp.)

Sinonimi:
- Amphorogynaceae Nickrent & Der = Santalaceae
- Anthobolaceae Dumort. = Opiliaceae
- ?Aptandraceae Miers
- Arceuthobiaceae Tiegh. = Santalaceae
- Arjonaceae Tiegh.  = Schoepfiaceae
- Bifariaceae Nakai = Santalaceae
- Canopodaceae C. Presl = Santalaceae
- Cansjeraceae J. Agardh = Opiliaceae
- Cathedraceae Tiegh.  = Aptandraceae
- Cervantesiaceae Nickrent & Der = Santalaceae
- Chaunochitonaceae Tiegh.  = Aptandraceae
- Comandraceae Nickrent & Der = Santalaceae
- Dactylanthaceae Takht. = Balanophoraceae
- Dendrophthoaceae Tiegh. = Loranthaceae
- Elytranthaceae Tiegh. = Loranthaceae
- Eremolepidaceae Tiegh. ex Kuijt = Santalaceae
- Exocarpaceae J. Agardh = Opiliaceae
- Gaiadendraceae Tiegh. ex Nakai  = Loranthaceae
- Ginalloaceae Tiegh. = Santalaceae
- Hachetteaceae Doweld  = Balanophoraceae
- Harmandiaceae Tiegh.  = Aptandraceae
- Heisteriaceae Tiegh.  = Erythropalaceae
- Helosaceae Endl. = Balanophoraceae
- Langsdorffiaceae Tiegh. ex Pilg. = Balanophoraceae
- Lepidocerataceae Nakai = Santalaceae
- Lophophytaceae Schott & Endl. = Balanophoraceae
- Mystropetalaceae Hook. f. = Balanophoraceae
- Nanodeaceae Nickrent & Der = Santalaceae
- Nuytsiaceae Tiegh.  = Loranthaceae
- ?Octoknemaceae Soler.
- Osyridaceae Raf. = Santalaceae
- Phoradendraceae H. Karst. = Santalaceae
- Sarcophytaceae A. Kern. = Balanophoraceae
- Scorodocarpaceae Tiegh.  = Strombosiaceae
- Scybaliaceae A. Kern.  = Balanophoraceae
- Tetrastylidiaceae Tiegh.  = Strombosiaceae
- Thesiaceae Vest = Santalaceae
- Viscaceae Batsch  = Santalaceae
- Ximeniaceae Horan. sinonim za →Olacaceae

## Vanjske poveznice
|  | Zajednički poslužitelj ima još gradiva o temi Santalales |
|  | Wikivrste imaju podatke o taksonu Santalales             |